# Melisma
Melisma (z řeckého melos „píseň, zpěv“) označuje způsob zpěvu, kdy je řada tónů nebo melodie zpívána na jedné slabice.
Melismatický zpěv je opakem k sylabickému zpěvu, kde každé notě odpovídá pouze jedna slabika, zatímco u melismat je jeden vokál zpíván na více not. Příkladem je např. zhudebnění slova Gloria, při němž se vokál o intonuje na řadu různých tónů (Glo-o-o-o-o-o-o-o-o-o-o-o-o-o-o-o-o-o-o-ria). Hudební žánr melismatického zpěvu, jenž měl v raném a pozdním středověku, například u gregoriánského chorálu a v pravoslavném církevním zpěvu, velký význam, se nazývá melismatika. Současně je tento termín také označením techniky sazby melismatické pasáže např. v rámci moteta či madrigalu.
V současné hudbě se melismat používá v žánru Contemporary R&B.